# Lilian Fredriksson
Ingrid Lilian Fredriksson, ogift Karlsson, född 24 augusti 1942 i Vilhelmina församling i Västerbottens län, död 26 juni 2019 i Uppsala, var en svensk lärare och översättare. Hon var ledamot av Svenska Deckarakademin.
Hon var från 1969 gift med Karl G. Fredriksson (1941–2015) och merparten av deras många översättningar sedan 1980-talets början stod paret för gemensamt. De är begravda på Uppsala gamla kyrkogård.